# 北安站

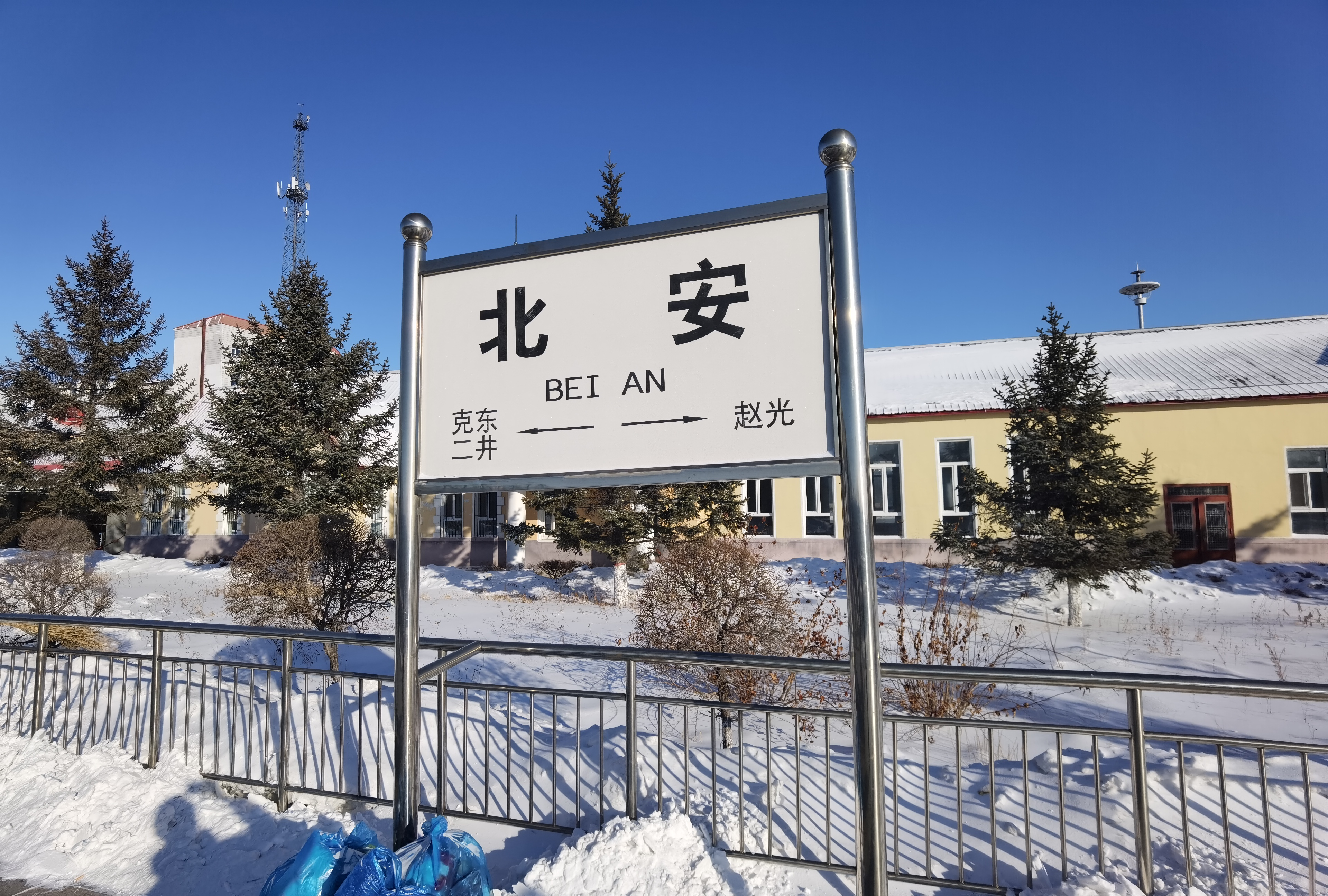
北安站站台牌（摄于2024年2月）

北安站位于中华人民共和国黑龙江省黑河市北安市，现为齐北铁路、滨北铁路、北黑铁路的交汇站，也是黑龙江省北部的铁路枢纽站，于1933年启用，由哈尔滨铁路局绥化车务段管辖。
北安站设有19条股道，其中列车到发线7条、编组线8条、货物线4条。